# Marusea, Horohiv
Marusea (în ucraineană Маруся) este un sat în comuna Mîhlîn din raionul Horohiv, regiunea Volînia, Ucraina.

## Demografie
Componența lingvistică a localității Marusea
     Ucraineană (73,68%)
     Maghiară (10,53%)
     Rusă (10,53%)
Conform recensământului din 2001, majoritatea populației localității Marusea era vorbitoare de ucraineană (73,68%), existând în minoritate și vorbitori de rusă (10,53%) și maghiară (10,53%).